# Therioplectes albicauda
Therioplectes albicauda är en tvåvingeart som beskrevs av Olsufjev 1937. Therioplectes albicauda ingår i släktet Therioplectes och familjen bromsar. Inga underarter finns listade i Catalogue of Life.